# Miltinobates blandus
Miltinobates blandus är en insektsart som beskrevs av Sjöstedt 1902. Miltinobates blandus ingår i släktet Miltinobates och familjen vårtbitare. Inga underarter finns listade i Catalogue of Life.